# Bacchus (bier)
Bacchus is een Belgisch bier. Het wordt gebrouwen door Brouwerij Van Honsebrouck te Ingelmunster.
De naam van het bier verwijst naar Bacchus, de Romeinse god van de wijn. Het bier is naar hem genoemd omwille van de wijnsmaak. Het basisbier is een Vlaams oud bruin bier.

## Varianten
- Bacchus (het basisbier) is een Vlaams oud bruin bier van gemengde gisting met een alcoholpercentage van 4,5%.[2]

Op basis van dit bier bestaan er ook enkele fruitbieren:
- Bacchus Frambozenbier, roodbruin fruitbier met een alcoholpercentage van 5%. Dit bier is erkend als West-Vlaams streekproduct.[3]
- Bacchus Kriekenbier, roodbruin fruitbier met een alcoholpercentage van 5,8%. Ook dit bier is erkend als West-Vlaams streekproduct.[4]